# Klaprothita
La klaprothita és un mineral de la classe dels sulfats. Rep el seu nom en honor de Martin Heinrich Klaproth (1743-1817), químic alemany i descobridor de l'urani, el zirconi i el ceri. El nomes va utilitzar prèviament per a altres dues espècies: la klaprothita (de Petersen) i la klaprothita (de Beudant), però en tots dos casos el nom va ser posteriorment desacreditat.

## Característiques
La klaprothita és un sulfat de fórmula química Na₆(UO₂)(SO₄)₄·4H₂O. Va ser aprovada com a espècie vàlida per l'Associació Mineralògica Internacional l'any 2015. Cristal·litza en el sistema monoclínic. La seva duresa a l'escala de Mohs és 2,5. És un mineral relacionat amb l'ottohahnita, i també químicament relacionat amb la belakovskiïta, la fermiïta, la meisserita, l'oppenheimerita, la plašilita i la natrozippeïta.
Es troba juntament amb la peligotita i l'ottohahnita, sent tots tres minerals molt similars en termes de propietats físiques i químiques: color, fractura, duresa, solubilitat en aigua i fluorescència, però la klaprothita es distingeix per una exfoliació perfecta.

## Formació i jaciments
Va ser descoberta a la mina Blue Lizard, al Red Canyon del Comtat de San Juan (Utah, Estats Units). Es tracta de l'únic indret on ha estat trobada aquesta espècie mineral.